# Frédéric de Merode
Pour les articles homonymes, voir Merode.
Le comte Frédéric de Merode, né à Maastricht le 9 juin 1792 et mort à Malines le 4 novembre 1830, est un volontaire de la révolution belge, engagé dans les Chasseurs Chasteler. 
Gravement blessé le 24 octobre à la bataille de Berchem (nl) pendant la guerre belgo-néerlandaise, il meurt quelques jours plus tard de ses blessures à Malines.
Il est le frère de Félix de Merode, membre du Gouvernement provisoire.

## Biographie
Sa jeunesse avec ses frères et sœur fut partagée par de nombreux séjours entre Maastricht, Bruxelles, Westerlo et Trélon, propriétés familiales.

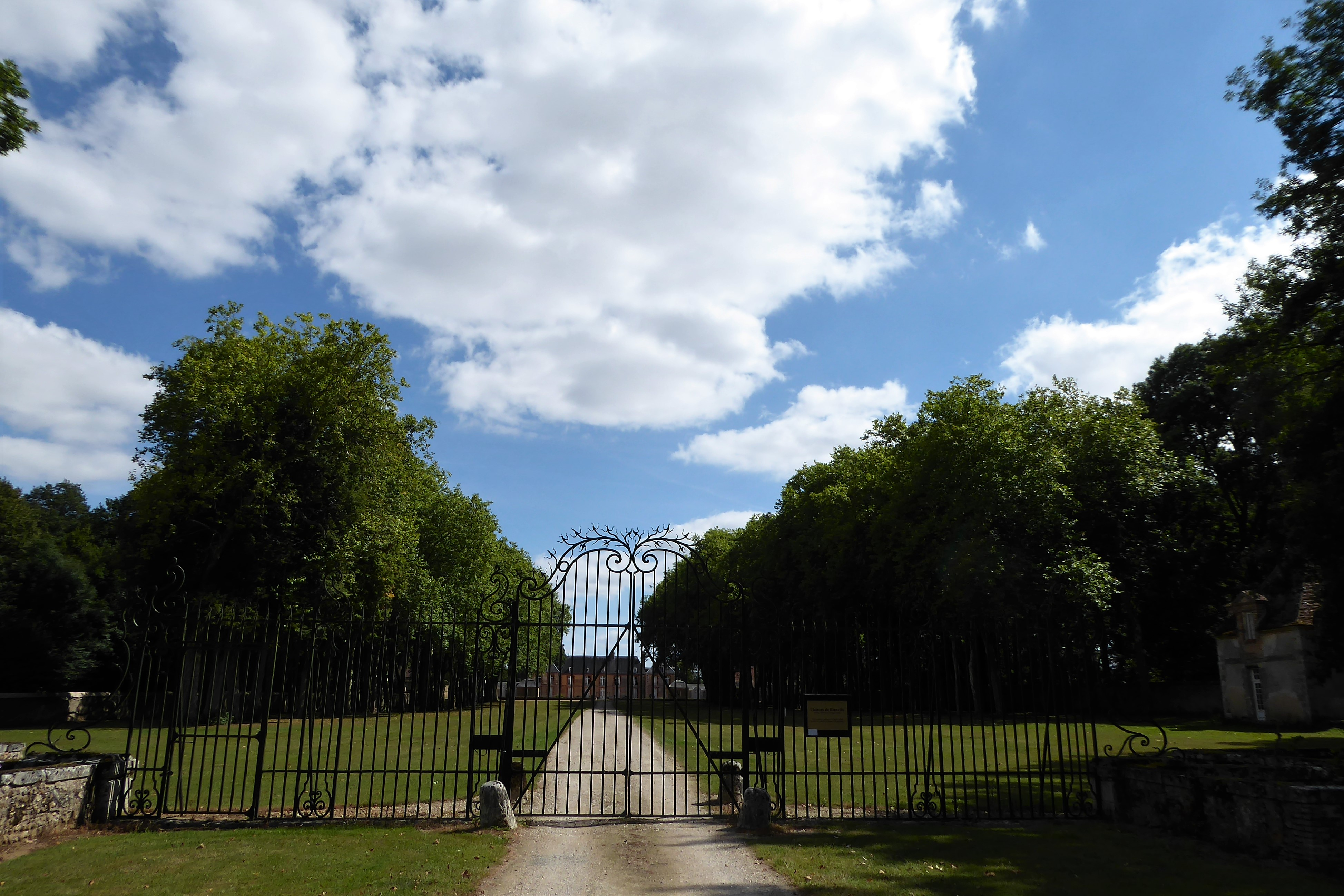
Le château de Blanville.

À 19 ans, le 25 juin 1811, Louis Frédéric de Merode Westerloo épouse civilement en la mairie de Saint-Luperce, à une quinzaine de kilomètres de Chartres en Eure-et-Loir, Marie-Antoinette Ducluzel (sic), jeune fille de 18 ans de Charles, lieutenant général et grand-croix de l'ordre royal et militaire de Saint-Louis, domiciliée au château de Blanville en cette commune. En 1828, le 8 août, nommé par le préfet du département, il est installé maire de la dite commune. Il quitte Chartres le 25 septembre 1830 pour rejoindre la Belgique et les Chasseurs Chasteler, un corps libre de volontaires.

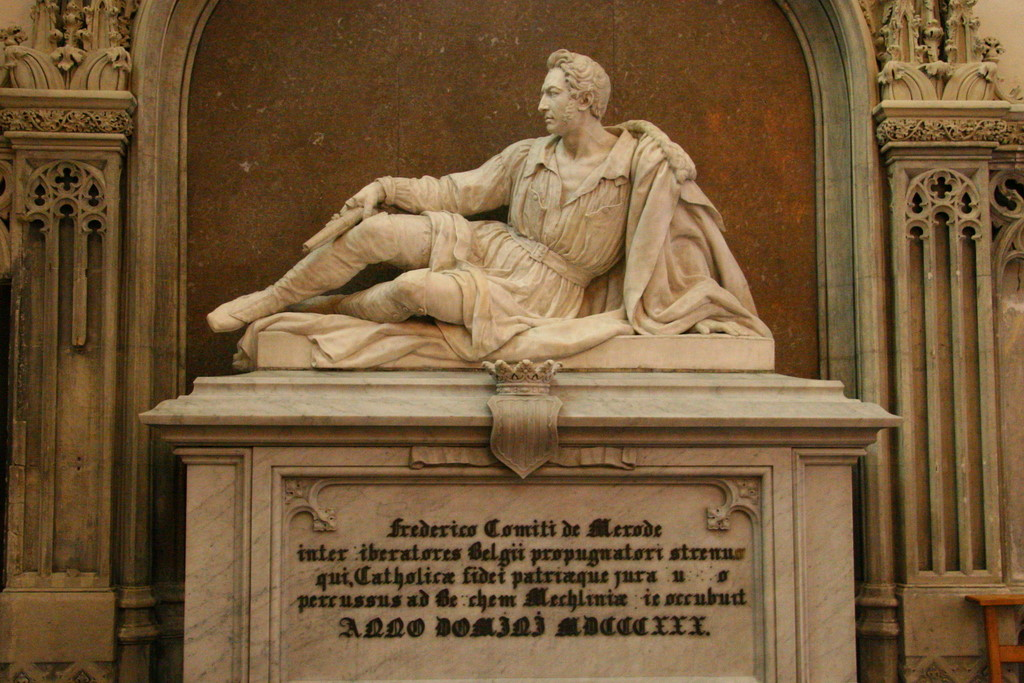
Cénotaphe de la cathédrale Saints-Michel-et-Gudule de Bruxelles.

Membre de la maison de Merode et engagé dans la garde bourgeoise, qu’il contribue à financer, il quitte Bruxelles à la mi-octobre avec la troupe de Charles Niellon à l’attaque de l'armée hollandaise en fuite. Leur détermination oblige les Hollandais à se replier sur Anvers, sans prendre Lierre. Gravement blessé le 24 octobre à la bataille de Berchem (nl), près d’Anvers, il meurt à Malines en la maison de Madame Op de Beeck dix jours plus tard après avoir été amputé d'une jambe, touchée de plusieurs impacts.
Premier membre de la haute noblesse belge victime des combats, il est considéré comme un héros national par les nouvelles autorités. Un mausolée de marbre blanc, œuvre du sculpteur Guillaume Geefs, qui le représente blessé, lui est élevé dans l’une des chapelles latérales de la Cathédrale Saints-Michel-et-Gudule de Bruxelles.

## Hommages et postérité
- En 1898, on inaugure un monument à sa mémoire, érigé au côté sud de la place des Martyrs, à Bruxelles, portant l’inscription : « Frédéric de Merode, mort pour l’indépendance de la patrie ». Le monument au comte Frédéric de Merode, dessiné par Henry Van de Velde et dont les volutes sont caractéristiques de l’Art nouveau, comporte un portrait de profil de Frédéric de Merode en médaillon et une statue qui représente un volontaire vêtu de la blouse distinctive, tous deux sculptés par Paul Du Bois.
- Son portrait en habits du régiment de Chasseurs-Chasteler peint par Anon se trouve au Musée royal de l'Armée et d'Histoire militaire de Bruxelles.
- Le peintre Ferdinand de Braekeleer a réalisé Mort de Frédéric de Mérode, conservé au musée royal des Beaux-Arts d'Anvers ;
- À Malines, l'ancienne Koestraat (Rue de la Vache) a été rebaptisée rue Frédéric de Merode (Frederik de Merodestraat).

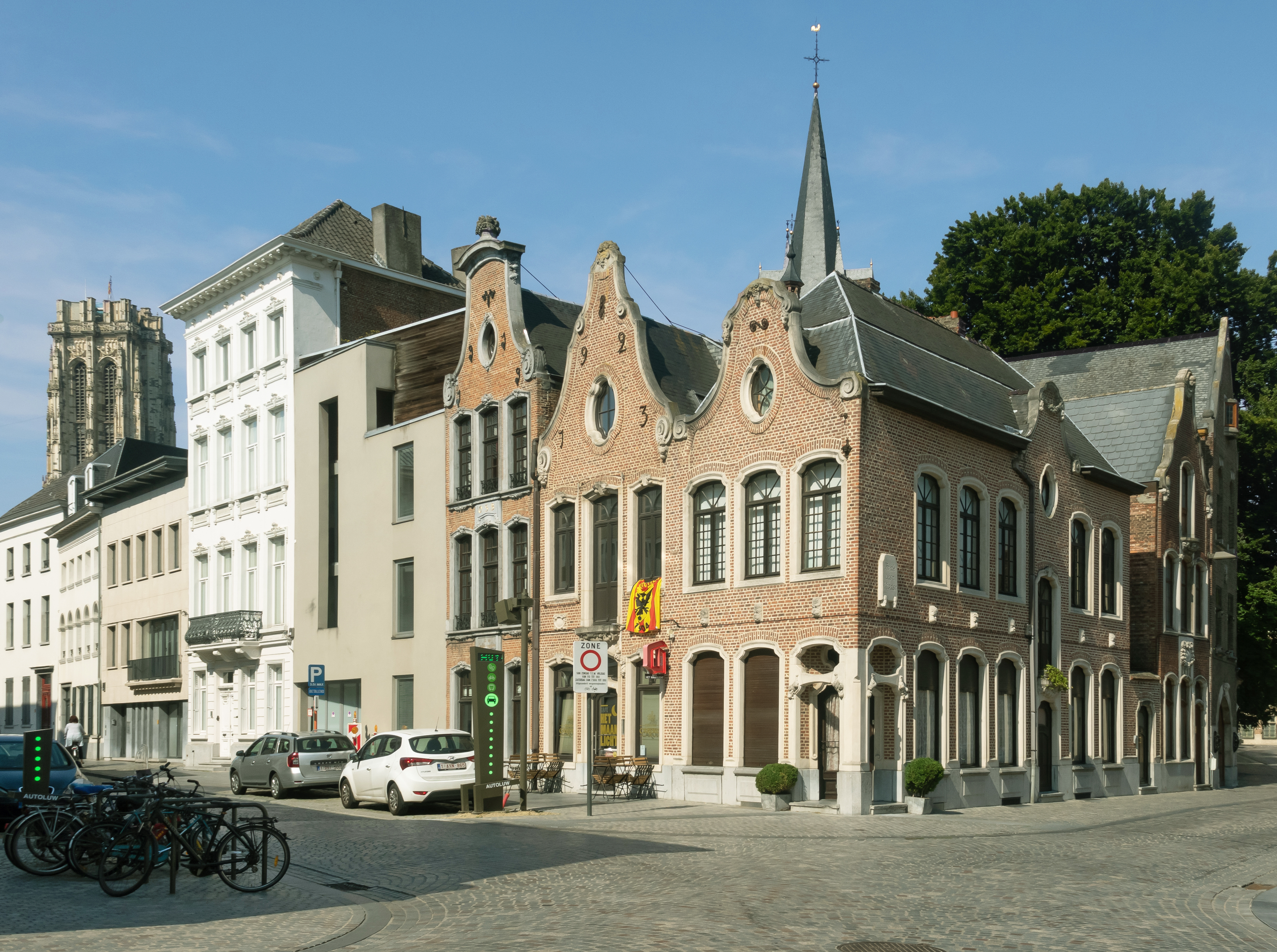
Rue Frederik de Merode à Malines.
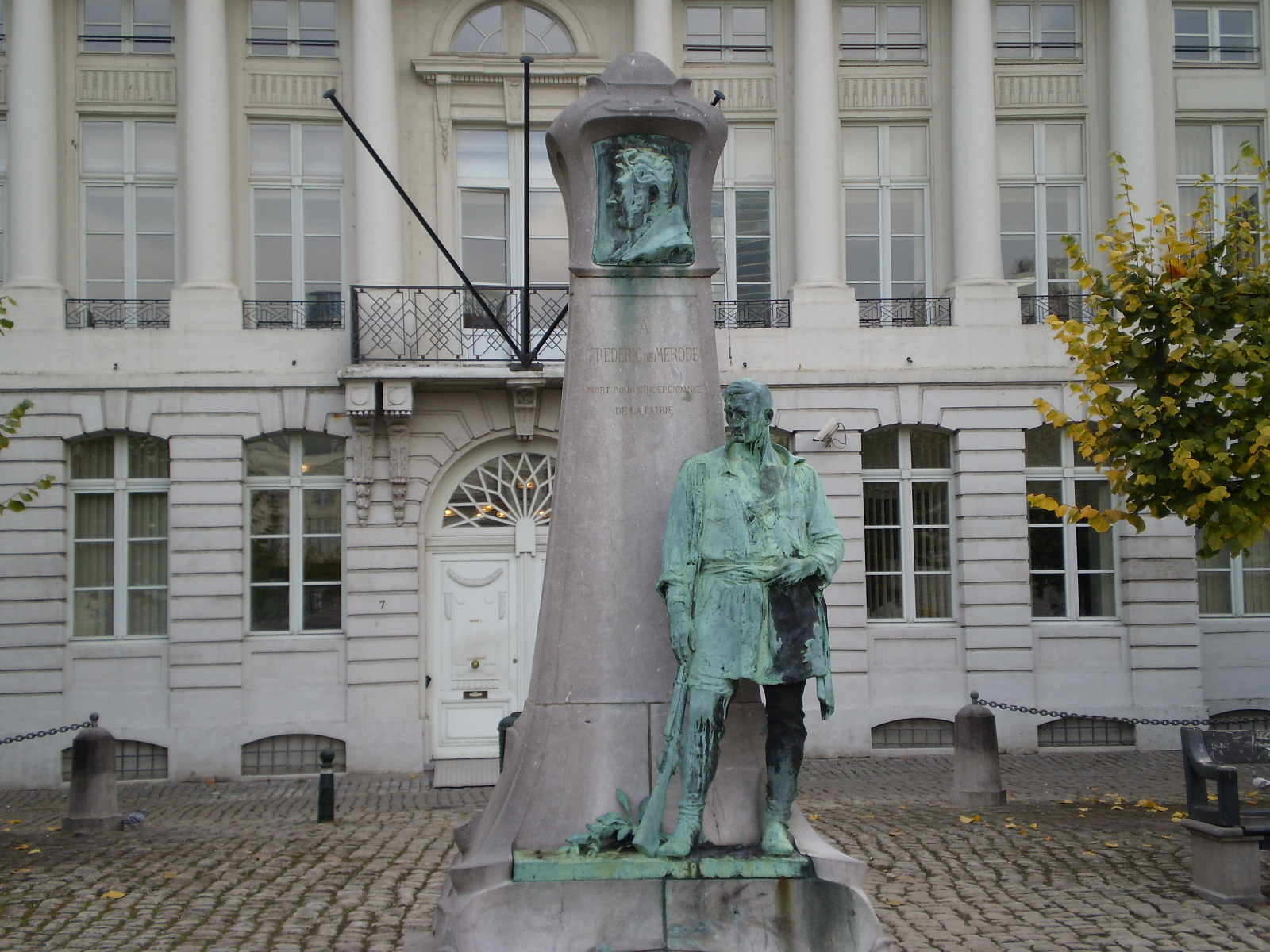
Monument au comte Frédéric de Merode sur la place des Martyrs, Bruxelles.